# Коутс, Ричард
Ричард Коутс (англ. Richard Coates, род. 1949) — британский лингвист.
Родился в Гримсби, Линкольншир, получил образование в Кембриджском университете. С 1977 по 2006 год преподавал в Университете Сассекса, где был профессором лингвистики (1991—2006) и деканом Школы когнитивных и компьютерных наук (1998—2003). С 1980 по 1999 год он был помощником секретаря, а затем секретарём Лингвистической ассоциации Великобритании. В 1997—2002 годах Коутс был президентом Английского топонимического общества, с 2003 года — его почётный директор. С 2002 по 2008 год был секретарём Международного совета ономастических наук — общества, занимающегося исследованием имён собственных, и дважды избирался его вице-президентом — в 2011—2014 и 2014—2017 годах. В 1992 году избран членом Королевского общества древностей, а в 2001 — Королевского общества искусств. В настоящее время — профессор лингвистики (альтернативный профессор ономастики) в Университете Западной Англии.
Основные научные интересы Коутса — изучение имён собственных (как с исторической, так и с теоретической точки зрения), историческая лингвистика в целом, филология германских, романских и кельтских языков, региональные языковые различия и краеведение. Является редактором «Обзора английских топонимов» (англ. Survey of English Place-Names) для Гэмпшира, также был главным исследователем проекта «Фамилии Соединённого Королевства» (англ. Family Names of the United Kingdom, FaNUK), реализованного в 2010—2016 годах с участием известного британского ономаста Патрика Хэнкса.
Коутс является автором в общей сложности около 400 книг, научных статей и заметок о названиях Нормандских островов, топонимов архипелага Сент-Килда, Гэмпшира и Суссекса, диалекте Суссекса, а также исследования кельтских топонимов Англии (в соавторстве с Эндрю Бризом). В 1998 году Коутс выдвинул новую гипотезу об этимологии названия Лондона, выведя её из докельтского гидронима *(p)lowonidā, что означает «река лодки» или «плывущая река», то есть «река слишком широкая или глубокая для брода», и предположил, что это имя было дано той части Темзы, которая протекает через Лондон; благодаря этому, поселение приобрело кельтскую форму названия, *Lowonidonjon, путем суффиксации. Его основным вкладом в лингвистическую теорию является «Прагматическая теория имён собственных», изложенная в ряде статей с 2000 года.
Коутс также является автором Word Structure, введения в учебник морфологии (Routledge) и онлайн-ресурсов по именам персонажей В.Шекспира и топонимам острова Хейлинг.